# 球鬚真巨口魚
球鬚真巨口魚（学名：Eustomias bulbornatus）为輻鰭魚綱巨口鱼目巨口鱼科的其中一種。分布於印度太平洋及東南大西洋海域，為深海魚類，棲息深度可達1040公尺，體長可達16公分。

## 扩展阅读
維基物種上的相關：球鬚真巨口魚